# Кохан, Евгений Павлович
Евгений Павлович Кохан (28 апреля 1931 — 14 марта 2021, Москва) — советский и российский военный медик. Лауреат Государственной премии СССР (1988), Заслуженный врач Российской Федерации, доктор медицинских наук, полковник медицинской службы. 
Начальник сосудистого отделения и сердечно-сосудистого центра 3-го ЦВКГ имени А. А. Вишневского Минобороны, профессор кафедры хирургии Государственного института усовершенствования врачей Минобороны России.

## Биография
- 28 апреля 1931 г. родился в деревне Крутой берег Несвижского района Минской области
- 1948 г. окончил среднюю школу в г. п. Городея.
- 1948—1952 гг. — студент Минского государственного медицинского института.
- 1952—1954 гг. — слушатель ВМФ при Куйбышевском государственном медицинском институте, лейтенант медицинской службы.
- 1954—1956 гг. — старший лейтенант, врач отдельного строительного батальона, г. Жигулёвск, Куйбышевская область.
- 1956—1957 гг. — врач строительного отряда, п. Капустин Яр, Астраханской обл.
- 1957—1959 гг. — капитан медицинской службы, хирург неотложной помощи при ОВГ п. Арамиль, Свердловская область.
- 1959—1962 гг. — клинический ординатор кафедры общей хирургии ВМОЛА имени С. М. Кирова.
- 1962—1964 гг. — майор медицинской службы, начальнику хирургического отделения, гарнизонного госпиталя, Красноярский край п. 13 борцов.
- 1964—1968 гг. — подполковник медицинской службы, старший ординатор хирургического отделения ЦВКГ им П. В. Мандрика, Отличник Здравоохранения.
- 1968—1975 гг. — полковник медицинской службы, начальник отделения сосудистой хирургии ЦВКГ Красногорск.
- 1975—1988 гг. — консультант хирург ЦВКГ им. А. А. Вишневского Красногорск.
- 1988—1991 гг. — начальник сердечно-сосудистого центра ЦВКГ им. А. А. Вишневского.
- 13 марта 1992 г. уволен в отставку.
- 1971 г. — защита кандидатской диссертации.
- 1976 г. — защита докторской диссертации.
- 1981 г. — старший преподаватель кафедры хирургии ВМФ ЦИУВ.
- 1985 г. — получил звание профессора.
- 1988 г. — лауреат Государственной премии СССР.
- 1989 г. — Орден Трудового Красного Знамени (Спитакское землетрясение).
- 2010 г. — Заслуженный Врач Российской Федерации.

### Детство
Евгений Павлович родился 28 апреля 1931 года в д. Крутой Берег Несвижского района Минской области (на тот момент — часть Польши) в сельской семье кузнеца. Преподавание в школе, которую он начал посещать с шести лет, велось на польском языке, в педагогической практике учителей процветали телесные наказания.
После присоединения Западной Белоруссии к СССР, в школе началось преподавание на белорусском языке. Отец Павел Константинович работал теперь в колхозной кузнице, а мать, Ксения Викентьевна, оставалась домохозяйкой.

### Университетские годы и карьера
В 1948 году, после окончания Городейской средней школы, поступил в Минский государственный медицинский институт. Атмосфера в вузе сложилась творческая, дружелюбная: старшие по возрасту передавали молодым сокурсникам заряд бодрости, воли, целеустремлённости, уверенности в своих силах — всё то, что было свойственно одолевшим фашизм солдатам и победителям. Перенимая у старших этот духовный настрой, уже на третьем курсе Евгений Павлович решил стать хирургом. Активно участвовал в работе профессионального студенческого кружка. Делал реферативные доклады. Дежурил в клинике. На четвёртом — начал принимать участие в операциях. На производственной практике в районной больнице некоторые операции выполнял уже самостоятельно.
После четвёртого курса Е. П. Кохан в числе 30 отобранных студентов в 1952 году переведён в Куйбышевский военно-медицинский факультет, после окончания которого в 1954 году был назначен врачом 70 отдельного батальона приготовления бетона на Куйбышевской ГЭС. С 1956 по 1957 г., врачом — хирургом команды неотложной помощи в Уральском ВО. С 1959—1962 г. проходил ординатуру на кафедре общей хирургии ВМА им. С. М. Кирова. Кафедру возглавлял генерал майор мед. сл. профессор Виталий Ильич Попов. В то время кафедра занималась реконструктивными операциями при заболеваниях пищевода, желудка, прямой кишки. Выполнялись и операции по поводу митральных пороков сердца. Много было больных с заболеваниями сосудов конечностей. В то время на кафедре работали старшими преподавателями и сотрудниками в последующем известные профессора — Ираклий Сергеевич Мгалоблишвили, Анатолий Анатольевич Казанский, Владимир Иванович Филин, Александр Иванович Решетов, Данат Владимирович Помосов, Г. А. Ряжкин, адъютант Иван Григорьевич Перегудов. Дружба с Иваном Григорьевичем сохранялась многие годы. На кафедру часто приходил слушатель Игорь Александрович Ерюхин, сейчас член корреспондент АМН РФ. Пётр Константинович Дьяченко, не только блестящий хирург, но и анестезиолог. Он автор двухтомника по анестезиологии. Ординатура дала многое не только в освоении практических навыков, но и в развитии научной мысли. Первая научная работа «Эндометриоз вне половых органов» была опубликована в Казанском медицинском журнале в 1961 г. Тема кандидатской диссертации была посвящена кардиоспазму пищевода. Заложенные и приобретённые на кафедре основы хирургии, явились опорной точкой для дальнейшей работы.
После окончания клинической ординатуры в 1962 г. Евгений Павлович был назначен начальником хирургического отделения гарнизонного госпиталя под Красноярском. Здесь приходилось оказывать помощь при травмах и переломах костей, разрывах печени и лёгких, внематочных беременностях и ранениях черепа. В 1964 году назначен старшим ординатором ЦВКГ им. П. В. Мандрика. Хирургическую службу госпиталя возглавлял генерал майор мед. сл. профессор Аркадий Алексеевич Бочаров. Здесь были свои особенности. Приходилось быть лечащим врачом видных военных начальников, таких как маршал Р. Я. Малиновский, маршал И. Х. Баграмян, генералы армии А. П. Белобородов, И. П. Батов, маршала И. И. Якубовского, которому с профессором К. М. Лисицыным выполняли операцию имплантации кардиостимулятора. В 1968 году, Евгения Павловича, назначают начальником сосудистого отделения открытого 3 ЦВКГ им. Вишневского. В 1976 году его переводят на должность консультанта-хирурга, а в 1988 году начальника сердечно-сосудистого центра. 
В 1971 году защитил кандидатскую, а в 1975 году докторскую диссертации.
В 1985 году ему присвоено учёное звание профессора. В 1988 году удостоен Государственной премии СССР.
За участие в оказании помощи после землетрясения в Армении награждён орденом Трудового Красного Знамени.
 По совместительству работает профессором кафедры хирургии, где подготовил более 350 врачей-сосудистых хирургов. За время своей научной и практической деятельности опубликовал более 250 работ. Свой богатейший опыт передаёт молодым врачам. Под его руководством защищено 23 кандидатских и 3 докторских диссертаций.(на момент 2005 года прим. автора). Он является членом учёного совета при ГИУВ МО РФ, Государственного медицинского университета, ассоциации ангиологов России. При его непосредственном участии были открыты отделения сосудистой хирургии в окружных военных госпиталях, куда он неоднократно выезжал для консультаций и операций. Награждён орденами и медалями СССР и РФ. Евгений Павлович уволен из армии по возрасту 28 февраля 1992 года, и продолжал работать в должности консультанта.
Скончался 14 марта 2021 года. Похоронен на Пенягинском кладбище в Красногорске.

## Труды
- Варикозная болезнь нижних конечностей. Методические рекомендации. Москва 1987, с.30.
- Клиническое обследование больных с заболеваниями артерий и вен. Методические рекомендации. Москва 1988, с. 50.
- Поясничная симпатэктомия в лечении заболеваний сосудов. История, проблемы, перспективы. М. 1996, с. 102.
- Сосудистые трансплантанты.(История вопроса и перспективы). Издательство «Комплект» Москва, 1998, с. 78-79.
- Нестабильная стенокардия. М., 2000, с. 137.
- Ампутации при терминальных стадиях облитерирующих заболеваний артерий нижних конечностей. Учебно-методическое пособие. Москва 2003, с. 30.
- Нейроваскулярный синдром. Клиника, диагностика, лечение. М. 2004.
- Боевые повреждения магистральных вен. Клиника, диагностика, лечение. Учебно-методическое пособие. Москва 2004.
- Избранные лекции по ангиологии. Наука, (2001)2006, с. 383.
- Сосудистая хирургия в госпиталях Министерства Обороны. Становление и развитие. Красногорск 2005 с. 125.
- Хирургическое лечение инфаркта миокарда. Учебное-методическое пособие М 2006. с.37.
- Поясничная симпатэктомия в лечении заболеваний сосудов нижних конечностей. Учебно-методическое пособие. Москва 2006.
- Тромбоэмболия лёгочной артерии (клиника, диагностика, лечение) Учебно-методическое пособие Москва 2008, с. 45.
- Рентгенэндоваскулярное протезирование аневризм брюшной аорты. Учебно-методическое пособие. Москва 2008, с. 40.
- Хроническая ишемическая болезнь конечностей. Красногорск 2010.

## Используемая литература
- В. А. Батрашов, И. К. Заварина "Е. П. Кохан. Научная и практическая деятельность.(к 70-летию со дня рождения). Москва 2001
- А. Г. Дожков «Евгений Павлович Кохан» Красногорск 2011, тираж 100 экз.
- Е. П. Кохан «Сосудистая хирургия в госпиталях министерства обороны», Красногорск 2005